# Wojna latyńska
Wojna latyńska (340–338 p.n.e.; także wojna z Latynami, łac. bellum latinum) – konflikt między republiką rzymską a tzw. Związkiem Latyńskim o panowanie nad środkowym Półwyspem Apenińskim. Wojna wybuchła ledwie rok po zakończeniu I wojny samnickiej, a jej przyczyną były obawy miast-państw środkowej Italii przed rosnącą potęgą Rzymu. Po stronie Rzymu wystąpili jego niedawni wrogowie, Samnici, natomiast w skład sił Związku Latyńskiego weszli m.in. niedawni sojusznicy republiki rzymskiej: Latynowie, Kampanowie, Wolskowie, Sydycynowie i Aurunkowie.
Jak twierdzi Liwiusz, w bitwach u stóp Wezuwiusza, pod Trifanum i pod Antium wojska rzymskie pokonały siły Związku Latyńskiego, a wkrótce potem podbiły całe Lacjum, Kampanię i ziemie Wolsków. W efekcie wojny Związek Latyński przestał istnieć, a ziemie jego członków dostały się w sferę wpływów Rzymu lub zostały przez to państwo bezpośrednio anektowane. By uśmierzyć ewentualne bunty, Rzymianie przyznali pokonanym ograniczone prawa obywatelskie, tzw. ius latinum.
Większość informacji o konflikcie jakie dotrwały do współczesności pochodzi od autorów starożytnych, w szczególności z Ab Urbe condita Liwiusza. Współcześni historycy są zgodni, że do konfliktu takiego faktycznie doszło, jednak podawane przez starożytnych szczegóły dotyczące przyczyn jego zaistnienia uznają za mieszaninę fikcji i faktów.

## Źródła historyczne
Najbardziej wszechstronnym i obszernym źródłem na temat wojny latyńskiej jest rzymski historyk Tytus Liwiusz (59 p.n.e. – 17 n.e.), który opowiada o wojnie w VIII księdze swej historii Rzymu, Ab Urbe condita libri CXLII. Zachowały się również dwa źródła fragmentaryczne. Pierwszym z nich jest fragment ze Starożytności rzymskich Dionizego z Halikarnasu (ok. 60 p.n.e. – po 7 p.n.e.), greckiego historyka i retora współczesnego Liwiuszowi. Drugim jest wykonane w XII wieku przez bizantyjskiego kronikarza Jana Zonarasa streszczenie Historii rzymskiej Kasjusza Diona (150–235). Poza nimi dostępne są również źródła późniejsze, na przykład Epitoma dziejów rzymskich Florusa, jednak są one współcześnie uznawane za wtórne wobec dzieła Liwiusza.

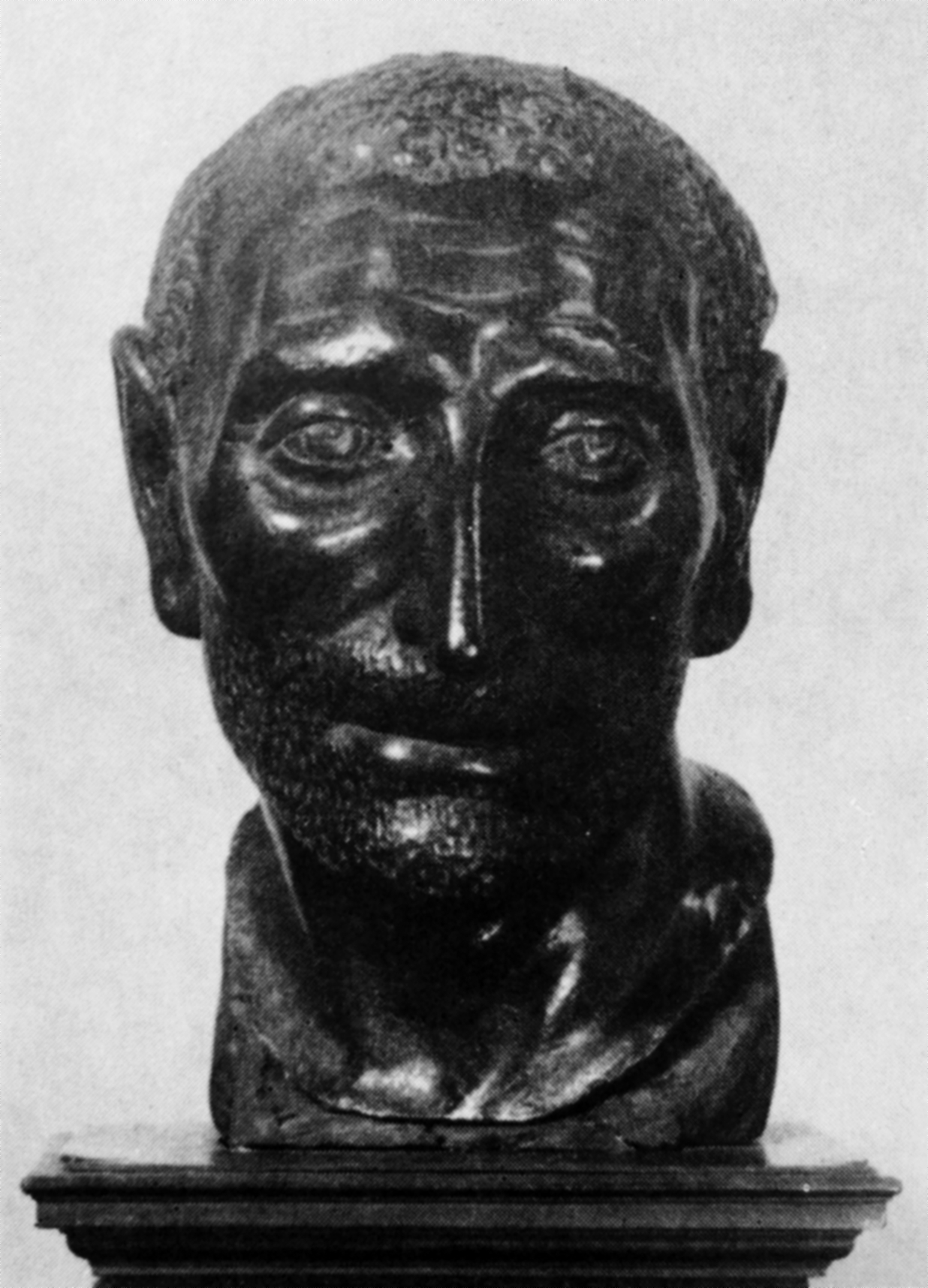
Najpełniejszy opis wojny przedstawił rzymski historyk Tytus Liwiusz. Rzeźba Andrea Riccio z końca XV wieku

Wiarygodność źródeł antycznych w odniesieniu do pierwszych wieków istnienia republiki rzymskiej jest jednak ograniczona, a współcześni historycy traktują przekazy dotyczące wojny latyńskiej za mieszaninę faktów i fikcji. Autorzy ocalałych tekstów żyli wiele wieków po zakończeniu wojny i opierali się na pracach wcześniejszych pisarzy. Kilku autorów źródeł z których korzystał Liwiusz, doświadczyło wojny Rzymu ze sprzymierzeńcami (91–88 p.n.e.) i wydaje się prawdopodobne, że ten późniejszy konflikt wpłynął na opis, ocenę i interpretację wojny latyńskiej, a także zaowocował wprowadzeniem do jej opisów elementów anachronicznych, a nawet mitycznych. U Liwiusza opis pierwszego roku wojny przybiera wręcz formę przypowieści o roli bogów w sprawach ludzkich.

## Tło wydarzeń
Antyczni Latynowie nie tworzyli scentralizowanego organizmu państwowego, a raczej luźną sieć samorządnych miast i osiedli połączonych wspólnym językiem, kulturą oraz niektórymi instytucjami religijnymi i prawnymi. W V wieku p.n.e. latyńskie miasta-państwa zawiązały sojusz wojskowy, Foedus Cassianum, wymierzony przede wszystkim przeciwko agresywnym sąsiadom – Ekwom i Wolskom. Rzym, największe spośród miast w Lacjum, w sposób naturalny przejął rolę przywódcy tego sojuszu. W początkach IV wieku p.n.e. najazdy Ekwów i Wolsków ustały, za to członkowie sojuszu coraz bardziej obawiali się wzrostu potęgi Rzymu. W pierwszej połowie stulecia wybuchło kilka wojen między Rzymem a jego niedawnymi sojusznikami, teraz często sprzymierzonymi z Wolskami. Mimo oporu, Latynom i Wolskom nie udało się zapobiec przejęciu przez Rzymian kontroli nad Ager Pomptinus (region Błot Pontyjskich i Monti Lepini) ani aneksji przez nich latyńskiego miasta Tusculum w 381 roku p.n.e.
W 358 p.n.e. część miast latyńskich odnowiła swoje przymierze z Rzymem, prawdopodobnie pod wpływem zagrożenia inwazją wojowniczych Galów. Poza sojuszem pozostały m.in. Tibur (dzisiejsze Tivoli) i Praeneste (współczesna Palestrina), najwięksi wrogowie Rzymu wśród Latynów, którzy kontynuowali walkę przeciwko jego hegemonii, aż do 354 roku p.n.e. W latach 40. IV wieku p.n.e. relacje między Latynami i Rzymianami znów się pogorszyły. Tytus Liwiusz wspomina, że w 349, gdy po raz kolejny zaistniała groźba galijskiej inwazji, Latyni odmówili dostarczenia swojemu sojusznikowi wojsk, a w 343 roku p.n.e. sami postanowili najechać Rzym. Ostatecznie pod wpływem wieści o rzymskich zwycięstwach nad Samnitami atak odwołano i wojska latyńskie zaatakowały plemię Paelignów.

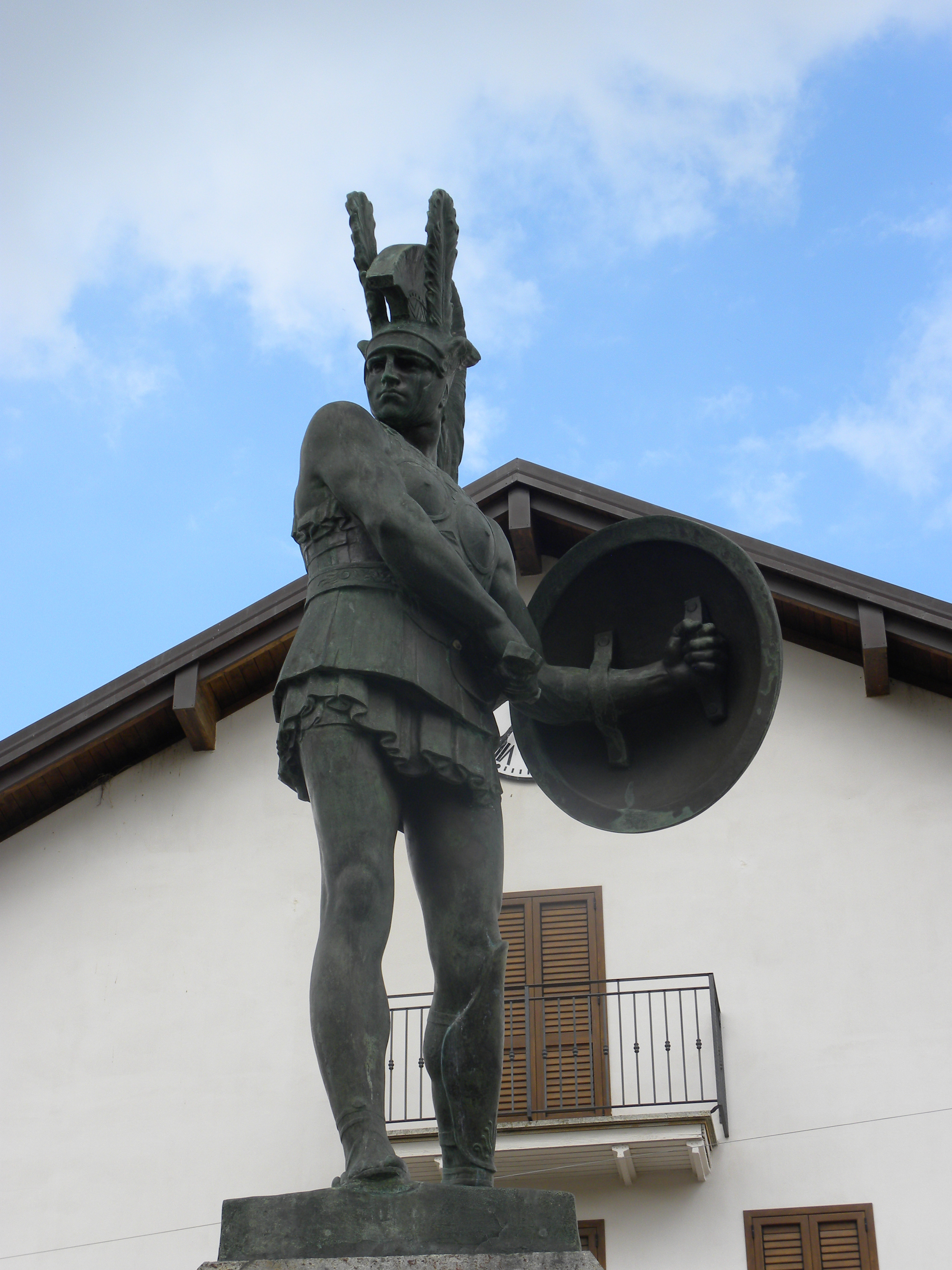
Pomnik żołnierza samnickiego we włoskim miasteczku Pietrabbondante

Samnici byli kolejnym ważnym graczem na Półwyspie Apenińskim. Tworzyli federację plemion obejmującą środkowe Apeniny. W roku 354 p.n.e. także oni podpisali traktat o przyjaźni z Rzymem, prawdopodobnie dzielący Italię na strefy wpływów wzdłuż rzeki Liris. Mimo traktatu w 343 wybuchła pierwsza wojna samnicka o kontrolę nad Kampanią. Jak podaje Liwiusz, powodem do wojny były samnickie wyprawy przeciwko niewielkiemu plemieniu Sydycynów, które – nie mogąc sprostać potędze silniejszego sąsiada – zwróciło się o pomoc do mieszkańców Kampanii, którym przewodziło potężne i bogate miasto Kapua. Mimo wsparcia, Sydycynowie zostali pokonani w walce, a Samnici najechali Kampanię. Nie mogąc się obronić, Kampanowie oddali się bezwarunkowo pod opiekę Rzymu, który został tym samym zmuszony do interwencji zbrojnej po stronie swoich nowych poddanych. Współcześni historycy nie są pewni, czy owo oddanie się pod opiekę Rzymu faktycznie miało miejsce, czy może raczej zostało wymyślone później w celu usprawiedliwienia złamania przez Rzym traktatów z Samnitami, jednak wydaje się, że jakiś rodzaj przymierza wojskowego z Kapuą faktycznie został zawarty.
Pierwsza wojna samnicka zakończyła się w roku 341 traktatem pokojowym i wznowieniem sojuszu Samnitów z Rzymem. Obie strony podzieliły się strefami interesów w regionie: Rzym zachował swoje zdobycze w Kampanii, natomiast terytorium plemienia Sydycynów miało znaleźć się w strefie wpływów Samnitów. Według Liwiusza po zawarciu pokoju Samnici zaatakowali Sydycynów tymi samymi siłami, które jeszcze niedawno walczyły przeciw Rzymowi. W obliczu porażki Sydycynowie próbowali oddać się pod opiekę Rzymu, jednak ich kapitulacja została odrzucona przez senat rzymski jako zaproponowana zbyt późno. Ostatecznie zwrócili się, więc o pomoc do Latynów, którzy już wcześniej wezwali byli swoje wojska pod broń. Do wojny dołączyli też Kampanowie i połączone siły pod przywództwem latyńskim najechały Samnium. Obie strony prowadziły wojnę podjazdową, skupiając się na plądrowaniu wrogich osiedli, i choć to sojusz latyński odniósł więcej zwycięstw, po pewnym czasie Latynowie postanowili zaprzestać dalszych ataków i wycofać się z walk.

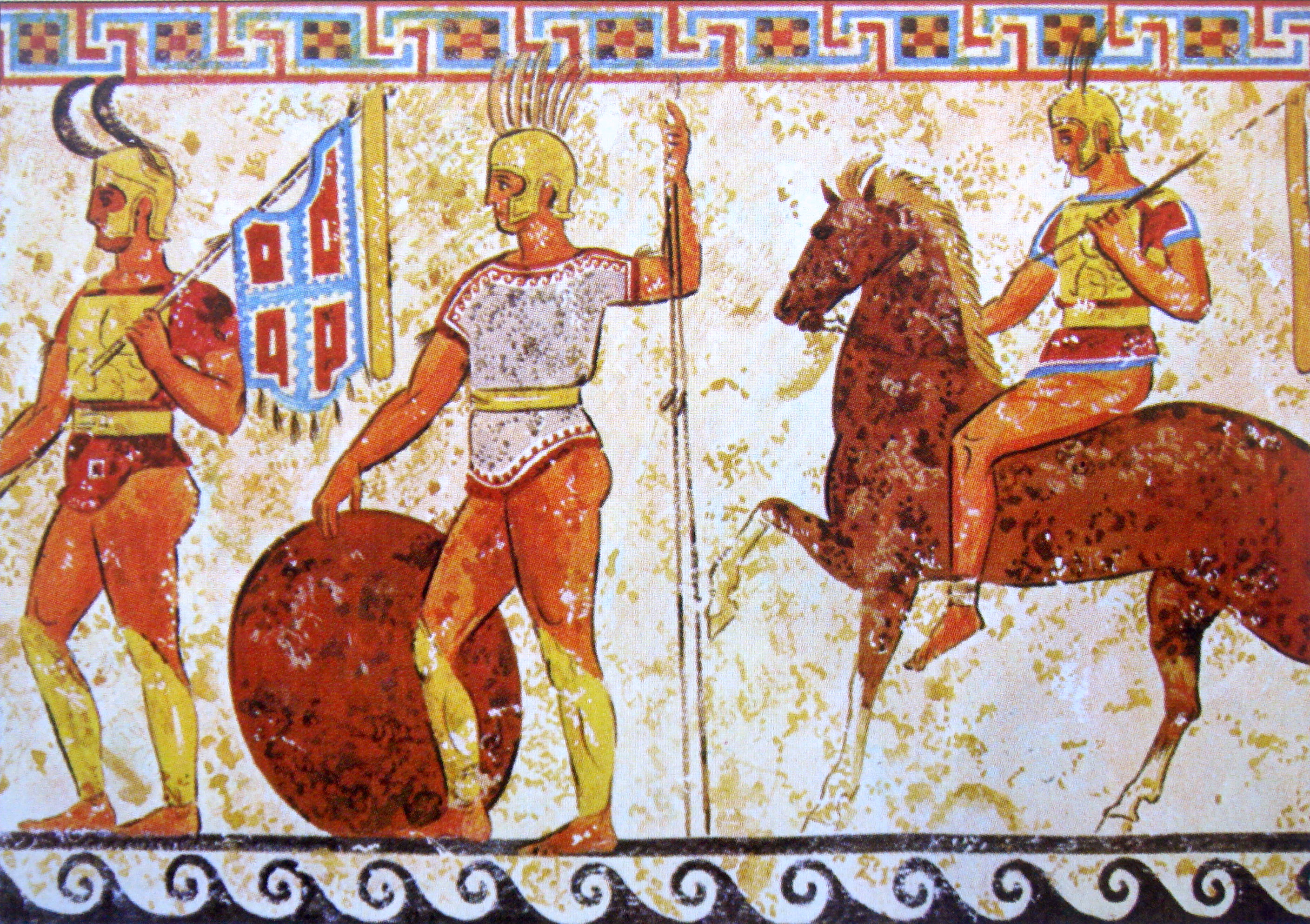
Wojownicy samniccy na fresku odnalezionym w grobowcu w Noli, IV wiek p.n.e.

W tej sytuacji Samnici wysłali poselstwo do Rzymu domagając się interwencji i argumentując, że skoro Latynowie i Kampanowie są poddanymi rzymskimi, to Rzym powinien wywrzeć nacisk na oba plemiona w celu zaprzestania dalszych ataków. Rzymski senat dał posłom samnickim niejednoznaczną odpowiedź, bowiem senatorowie nie chcieli przyznać, że nie sprawują faktycznej kontroli nad podległymi sobie ludami; bali się również, że nacisk na Latynów może ich ponownie skłócić z Rzymem. Argumentowali, że wprawdzie Kampanowie poddali się Rzymowi bezwarunkowo i muszą się mu podporządkować, jednak w traktatach z Latynami brak było klauzul uniemożliwiających im wypowiadania wojen, komu tylko zechcą.
Niezdecydowanie senatorów przysporzyło Rzymowi dalszych kłopotów, bowiem – wbrew ich intencjom – przedstawili Rzym jako państwo słabe i bez wpływu na formalnie podległych mu sąsiadów. W efekcie Kampanowie jednoznacznie zerwali więzy zależności łączące ich z Rzymem, osłabła też kontrola nad Latynami, którzy pod pretekstem gotowania się do kolejnej wojny samnickiej, planowali wspólnie z Kampanami uderzyć na swojego sprzymierzeńca. Wieść o tych planach dotarła do Rzymu i dla wszystkich w regionie stało się jasne, że kolejny konflikt jest nieunikniony. W ramach przygotowań do niego konsulowie wybrani na rok 341 p.n.e. ustąpili z urzędu, a zastąpili ich wybrani przed czasem konsulowie na rok 340: sprawdzony we wcześniejszych walkach wódz Tytus Manliusz Torkwatus i Publiusz Decjusz Mus.
Współcześni historycy uważają, że wydarzenia opisywane przez autorów starożytnych jako mające miejsce bezpośrednio po zakończeniu pierwszej wojny samnickiej, zostały w dużej mierze zmyślone. U Tytusa Liwiusza przyczyny wojny latyńskiej są niemal identyczne jak przyczyny wcześniejszej wojny samnickiej: Samnici atakują Sydycynów, ci zwracają się do Rzymu o opiekę. Współcześni badacze tematu, m.in. Oakley i Forsythe, uznają takie powtórzenie historii, zwłaszcza w tak krótkim przedziale czasowym, za mało prawdopodobne. Także odmowa udzielenia pomocy Sydycynom przez senat, pokazująca jego moralną wyższość, wydaje się mało prawdopodobna. Rzekomy tajny spisek Latynów i Kampanów znajduje swój odpowiednik w podobnych tajnych rozmowach plemion Italii poprzedzających wybuch − dużo lepiej udokumentowanej − wojny Rzymu ze sprzymierzeńcami.

## Wybuch wojny

### Relacje starożytnych autorów
Jak podaje Tytus Liwiusz, kiedy Rzymianie dowiedzieli się o tajnych negocjacjach Latynów z Kampanami, posłali po dziesięciu sławnych mężów latyńskich, oficjalnie po to, by ci przybyli do Rzymu po instrukcje dotyczące problemu samnickiego. W tym czasie Latynom przewodziło dwóch pretorów: Lucjusz Anniusz z Setii (dzisiejsze Sezze) oraz Lucjusz Numizjusz z Circeii. Dzięki ich zabiegom przeciwko Rzymowi wystąpiły kolonie Signia i Velitrae, a także Wolskowie. Jako że Latyni nie mieli wątpliwości co do prawdziwych powodów wezwania ich do Rzymu, zwołali naradę, by ustalić jakiej odpowiedzi udzielić na spodziewane pytania. Podczas spotkania Anniusz zauważył, że Rzym traktuje Latynów bardziej jak poddanych niż sojuszników, i że powinni się domagać równouprawnienia w polityce: jeden z dwóch konsulów i połowa senatu miałaby być wybierana spośród Latynów, dzięki czemu mieli oni uzyskać równy wpływ na rządy. Propozycja Anniusza została przyjęta, a on sam został wybrany na wysłannika do Rzymu.
Rzymski senat przyjął delegację w świątyni Jowisza Największego Najlepszego na Wzgórzu Kapitolińskim. Senatorowie zabronili Latynom wypowiadać wojnę Samnitom, z którymi Rzym związany był traktatem. Z kolei Anniusz w płomiennym przemówieniu przedstawił żądania Latynów, które stanowczo odrzucił rzymski konsul Tytus Manliusz Torkwatus. Jak podaje Liwiusz, w jego czasach tradycja podawała, że gdy senatorowie wzywali bogów na świadków traktatów podpisanych z Latynami, Anniusz miał podać w wątpliwość moc Jowisza Kapitolińskiego. Jednak gdy wybiegał ze świątyni, potknął się, spadł ze schodów i stracił przytomność, lub też – jak chcą inni – zginął na miejscu. Widząc to Torkwatus ślubował pokonać armie Latynów tak, jak bogowie pokonali ich wysłannika. Jego przemowa miała spotkać się z gorącym przyjęciem zgromadzonych przed świątynią tłumów; jeszcze tego samego dnia Rzym wypowiedział Latynom wojnę.

### Pogląd współczesnych historyków
Współcześni historycy uważają relację Liwiusza za fikcję literacką, podobnie jak przekazane przez niego dialogi i przemówienia wielkich mężów ukazujące racje obu stron, typowe dla dzieł historycznych epoki. Istnieje ogólne podobieństwo między stylem i treścią wypowiedzi postaci ukazanych w księdze Liwiusza, a skargami i postulatami zgłaszanymi przez italskich sprzymierzeńców Rzymu w okresie poprzedzającym wybuch wojny przeciw sojusznikom. Kilku spośród pisarzy, z których książek Liwiusz korzystał przy tworzeniu swojego dzieła, żyło w czasach bellum sociale i naturalnym jest, że widzieli paralele pomiędzy konfliktem, którego sami doświadczyli a tym sprzed trzech wieków. Fakt ten może wyjaśniać dlaczego w relacji Liwiusza Rzym odrzuca poselstwo latyńskie w 340 roku p.n.e. dokładnie tak samo, jak odrzucił je w roku 90 p.n.e.
Przy opisie późniejszej II wojny punickiej Liwiusz wspomina, że niektóre z jego źródeł twierdziły, że po bitwie pod Kannami mieszkańcy Kapui również domagali się równego udziału we władzach Republiki, jednak wzmiankę tą uznał za nieprawdziwą, za duplikat wcześniejszych warunków stawianych przez Latynów u progu wojny latyńskiej. Współcześni historycy uważają, że opisane przez niego żądania Latynów są mało prawdopodobne i jeśli ktokolwiek mógł je stawiać, to prędzej właśnie mieszkańcy Kapui w roku 216 p.n.e., jednak najprawdopodobniej Liwiusz miał rację traktując te ostatnie jako falsyfikat. Możliwe, że warunki równego udziału w senacie i własnego konsula stawiali sojusznicy Rzymu w czasach poprzedzających wybuch wojny z sojusznikami, jednak na to z kolei brak jest poświadczenia takich żądań w zachowanych źródłach starożytnych. Do początków I wieku p.n.e. Rzym wyrósł na regionalną potęgę i jego obywatelstwo mogło być wysoko cenione przez mieszkańców Italii. Jednak przykładanie podobnej wagi do obywatelstwa rzymskiego w IV wieku p.n.e. wydaje się anachronizmem.
W roku 340 p.n.e. Rzym był dopiero u początków swej drogi i był zaledwie jednym z kilku organizmów państwowych liczących się w obrębie regionu Lacjum. Wydaje się jednak, że jego niedawna ekspansja w Kampanii mogła stanowić zagrożenie dla mniejszych państw-miast, które bały się, że zostaną w całości otoczone przez rzymskie terytorium. Zdaniem współczesnych historyków ten fakt dużo lepiej wyjaśnia przyczyny wojny latyńskiej, która mogła być ostatnią próbą zachowania niezależności przez Latynów w obliczu wzrostu potęgi jednego z sąsiadów, a niekoniecznie walką o wpływ na rzymską politykę wewnętrzną. To także wyjaśniałoby dlaczego po stronie Latynów stanęli Wolskowie, którzy znaleźli się w dokładnie takiej samej sytuacji, a także Kampanowie, Sydycynowie i Aurunkowie, trzy narody obawiające się osaczenia przez Rzym z jednej, a Samnitów z drugiej strony.

## Kampania na południowym wschodzie (340 p.n.e.)
Latynowie wyruszyli ze swoją armią do Samnium; w tym czasie połączone siły rzymsko-samnickie przesunęły się nad jezioro Fucino, a stamtąd, omijając Lacjum, ruszyły w stronę Kampanii, gdzie zaatakowały siły latyńsko-kampanijskie w pobliżu Wezuwiusza. Z bitwy pod Wezuwiuszem Rzymianie, dowodzeni przez swoich konsulów Decjusza Musa i Manliusza Torkwata, wyszli zwycięsko. Rzymskie źródła podają, że jedną z przyczyn zwycięstwa były zabiegi obu konsulów: Manliusz miał przywrócić armii dyscyplinę skazując własnego syna na śmierć za nieintencjonalne nieposłuszeństwo, natomiast podczas bitwy Decjusz miał złożyć własne życie w ofierze bogom w zamian za zwycięstwo.

## Rzymski podbój Lacjum i ziem Wolsków (339-338 p.n.e.)
W kolejnym roku wojny Manliusz ponownie pokonał wojska Latynów w bitwie pod Trifanum, a w rok później zadał im ostateczną klęskę w morsko-lądowej bitwie pod Antium koło wyspy Astura, gdzie Gajusz Meniusz poprowadził rzymskie siły do zwycięstwa przeciw połączonym siłom Antium, Lanuvium, Aricii i Velitrae.

## Konsekwencje polityczne wojny

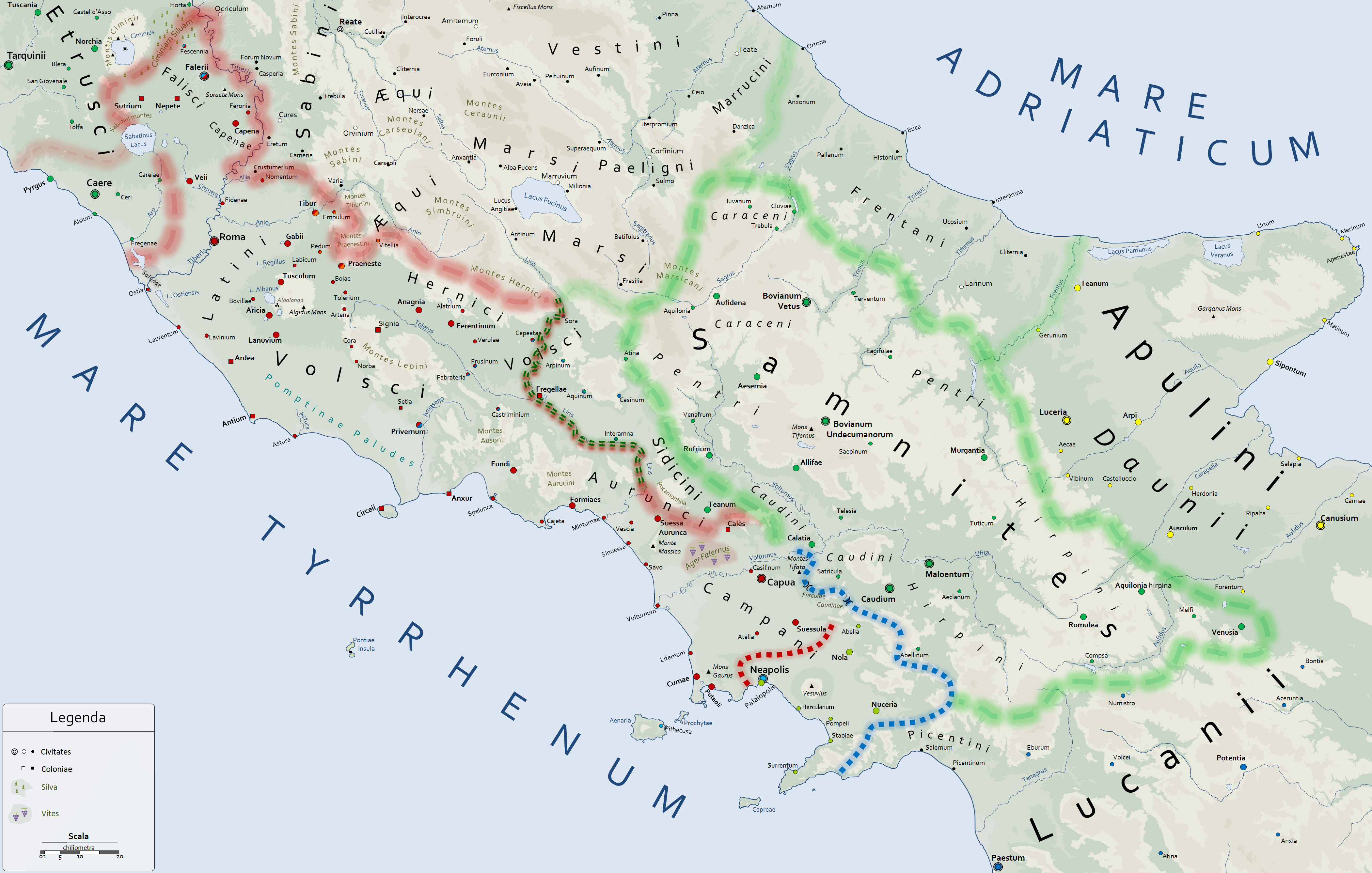
Po drugiej wojnie samnickiej Rzym ostatecznie odepchnął Samnitów od wybrzeży Morza Tyrreńskiego

Po kolejnej klęsce Latynowie opuścili Kampanię i wycofali się do Lacjum, gdzie jeszcze przez pewien czas stawiali opór wojskom rzymskim. Ostatecznie jednak zostali pokonani i zmuszeni do uznania hegemonii Rzymu. By zapobiec konfliktom w przyszłości, senat rzymski zdecydował o włączeniu podbitych miast-państw w obręb prawa rzymskiego. Część z nich została zromanizowana, a ich mieszkańcy otrzymali obywatelstwo rzymskie. Inne zostały częściowo skolonizowane przez przyjęcie rzymskich magistratur, a część stała się rzymskimi koloniami.
W wyniku tej i wcześniejszych wojen Rzym uzyskał kontrolę nad całym wybrzeżem Morza Tyrreńskiego od Kampanii na południu, po północne granice Lacjum. Jedyną siłą zdolną przeciwstawić się Rzymowi w środkowej Italii pozostali Samnici i Etruskowie, których ostatecznie pokonano dopiero w wyniku III wojny samnickiej w 290 p.n.e.

## Źródła